# Subbaramiah Minakshisundaram

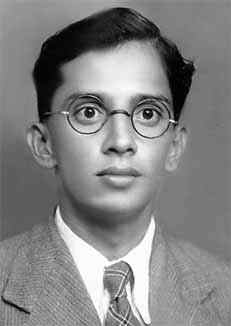
Subbaramiah Minakshisundaram

Subbaramiah Minakshisundaram (* 12. Oktober 1913 in Trichur; † 13. August 1968 in Kerala) war ein indischer Mathematiker.
Minakshisundaram wurde an der University of Madras promoviert, an der er ein Schüler von K. Ananda Rau war. Danach unterrichtete er eine Weile privat (auf Vermittlung des Mathematikers und Jesuiten C. Racine (1897–1976)) bevor er Lecturer an der Andhra University wurde. 1946 bis 1948 war er auf Einladung von Marshall Stone am Institute for Advanced Study und danach Professor an der Andhra University.
Mikashisundaram befasste sich als Schüler von Rau (der wiederum Schüler von Godfrey Harold Hardy war) zunächst mit Summierbarkeit von Dirichletreihen und Eigenfunktionsentwicklungen, also Themen die auch Hardy in Cambridge und Oxford verfolgte. Durch den Einfluss von Racine und M. R. Siddiqui (der spätere Präsident der pakistanischen Akademie der Wissenschaften, der ein Schüler von Leon Lichtenstein war), begann er sich für das Anfangswertproblem parabolischer partieller Differentialgleichungen zu interessieren. In Princeton führte er in Zusammenarbeit mit dem schwedischen Mathematiker Åke Pleijel (1913–1989) 1949 die nach beiden benannte Zetafunktion ein, konstruiert aus den Eigenwerten für die Laplacegleichung auf kompakten Riemannschen Mannigfaltigkeiten und sie erkannten den Zusammenhang mit Lösungen der Wärmeleitungsgleichung (Heat Kernel).
Mit K. Chandrasekharan forschte er über die analytischen Eigenschaften des Riesz-Mittels mit Anwendungen auf mehrfache Fourierreihen.
1958 wurde er zum Mitglied der Indischen Akademie der Wissenschaften gewählt.